# Lekvattnets kyrka
Lekvattnets kyrka i Lekvattnet i Lekvattnets församling är en träkyrka som uppfördes under åren 1850-53 under ledning av byggmästaren Nils Olsson från Västra Ämtervik.
Vid invigningen bestod kyrkan av ett rektangulärt långhus med tresidigt avslutat korparti samt västtorn. Sakristia vidbyggdes 1933 i öster, i samband med en genomgripande restaurering. Ingång i väster samt mitt på långhusets sydsida.
Kyrkans timmerväggar är klädda med stående panel, såväl ut- som invändigt och genombryts av rektangulära dörr- och fönsteröppningar. Den faluröda kyrkans exteriör har fönsterfoder, listverk och lanternin i vitt, med enkla, klassicerande detaljer. Kyrkorummet täcks av ett brädvalv.
De ursprungliga färgerna på altaruppsats och predikstol, bägge barockarbeten förvärvade från Sunne kyrka, framtogs 1933. Kyrkorummets nuvarande färgsättning tillkom i huvudsak vid restaureringen 1977 och ansluter i viss mån till de äldre inventariernas polykromi. Altaruppsatsen är från 1697 och predikstolen från 1670 har tidigare tillhört Östra Ämterviks kyrka.

## Orgel
Orgeln är tillverkad 1877 av E A Setterquist i Örebro och den är mekanisk.
| Manual               | Pedal      | Koppel     |
| Principal 8’         | Subbas 16’ | Man/Ped    |
| Bourdon 8’           |            | Man 4'/Ped |
| Rörfleut 8’          |            |            |
| Salicional 8’        |            |            |
| Octava 4’            |            |            |
| Fleute octaviante 4’ |            |            |
| Qvint 3'             |            |            |
| Octava 2'            |            |            |
| Fleut 2'             |            |            |
| Mixtur 3 chor        |            |            |